# Ayrnschmalz (Familie)

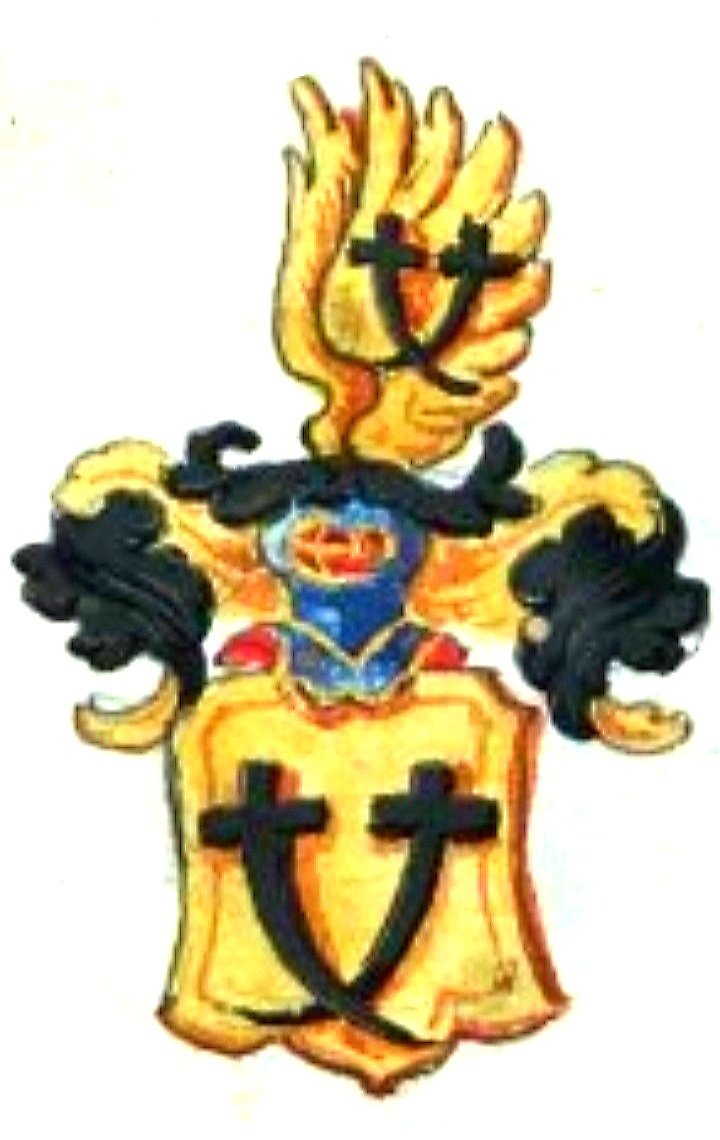
Wappen der Airnschmaltz im Wappenbuch des bayerischen Adels, 1693

Airnschmalz, auch: Ayrnschmaltz, Eyernschmalz, Ayrimschmalz war eine wohl aus Weilheim stammende Münchener Ratsfamilie, die 1466 einen kaiserlichen Wappenbrief erhielt. Sie wurde dann landsässig und verschwägerte sich viel zum Adel; schließlich wurde sie selbst zum bayerischen Adel gerechnet.

## Geschichte
Der Geschlechtsname scheint nach einem Übernamen übernommen worden zu sein, für jemanden, dessen Lieblingsspeise Eierschmalz (Eier im Schmalz) war. Das Ayrschmalz (Eierschmalz) war im Oberinntal als Festtagsgericht besonders an Kirchtagen bekannt. Im Kloster Sonnenburg bekam die Klosterfrau am Tag nach ihrer Einweihung ein Festessen, „Eierschmalz“ genannt. Als früher Nachweis (als Übername) gilt 1331 in Linz Christan der Ayerimsmaltz, dann als Familienname 1519 Franz Ayrenschmalz, 1548 in Rosenheim Wilhelm Ayrschmalz. Das Wort scheint später die Bedeutung von „Durcheinander“ bekommen zu haben. Im Schwäbischen heißt ein Eiergericht auch wirklich „Durenand“ (Durcheinander).
Der Genealoge Wiguleus Hund verortete die Familie Ayrnschmalz, aus der seine Schwiegermutter stammte, nach Weilheim. Eine spätere Recherche (vor 2004) im dasigen Ortsarchiv blieb unerwartet negativ. Gustav Adelbert Seyler vermutete aufgrund des Wappens der Familie deren bürgerliche Herkunft als Schuhmacher, da er als anfängliche Vorlage eine Hausmarke vermutete. Bis 1550 kam das ratsgessene, später zum Adel gerechnete Geschlecht auch in Rosenheim vor. Die Ayrnschmalz gehörten zum Patriziat von Rosenheim.
Konrad V. Ayrenschmalz war ab dem Jahr 1461 Abt des Klosters Tegernsee. Zwischen 1473 und 1478 baute er die Stiftskirche um und legte die Befestigungen des Klosters an. Er bezahlte Ulrich Füetrer für ein von letzterem angefertigten Gemälde in der Kapelle St. Andreas. Konrads Schwester Anna heiratete in München den Malermeister Gabriel Mächleskircher (um 1425–um 1495), der ab 1469 dem Münchner Rat angehörte und 1485 zweiter Bürgermeister wurde. In diesem Jahr erwarb Mächleskircher auch das Schloss Kempfenhausen am Starnberger See.
Im Jahr 1466 erhielten Mathias, Augustin, Johannes und Jakob Ayrnschmalz von Kaiser Friedrich III. einen Wappenbrief. Augustinus Ayrmschmalz de Weilheim (auch Augustinus Airmsmalez de Weilheim) wirkte an mehreren Codizes mit.
Mathias’ Sohn Magnus wurde Leibarzt verschiedener bayerischer Machthaber und ging schließlich (nach 1512) nach Landshut. Magnus’ Geschwister hießen Christoph, Johannes, Jakob, Klara und Ottilie. Magnus’ Tochter aus erster Ehe Ursula heiratete den Münchner Ratsherren Ulrich Kempter, eine Tochter Anna aus wiederum dieser Ehe heiratete in ihrer zweiten Ehe den bedeutenden Genealogen Wiguleus Hund.
Georgius Aierschmaltz Bavarus libras duas Bononenos decem bzw. Georgius Ayrnschmalz war 1544 Student in Bologna. Georg war wohl ein Sohn des Landshuter Regimentsrats Hans Ayrnschmalz (1560), um 1519 geboren. 29. Januar 1544 in Siena (Georg Airmschmaltz de Monaco) [de Monaco: aus München].
Brigitta Eierschmalz (geborene Plaichshirn, auch: Bleichshirn; † 3. April 1615) erhöhte im Jahr 1491 zusammen mit anderen Bürgern in Landshut den Fond des „Blatternhauses“ und erweiterten letzteres. Im Jahr 1614 machte sie einige Stiftungen, von denen eine noch im Jahr 1835 bestand. Sie war die Frau des Regierungsrats Hans Ayrnschmalz (gest. 2. Oktober 1560). In der Denichkapelle der Liebfrauenkirche in Ingolstadt gibt es ein „Grabplättchen“ in Gedenken an eine Anna Pleichshirn, womöglich die vorherige.

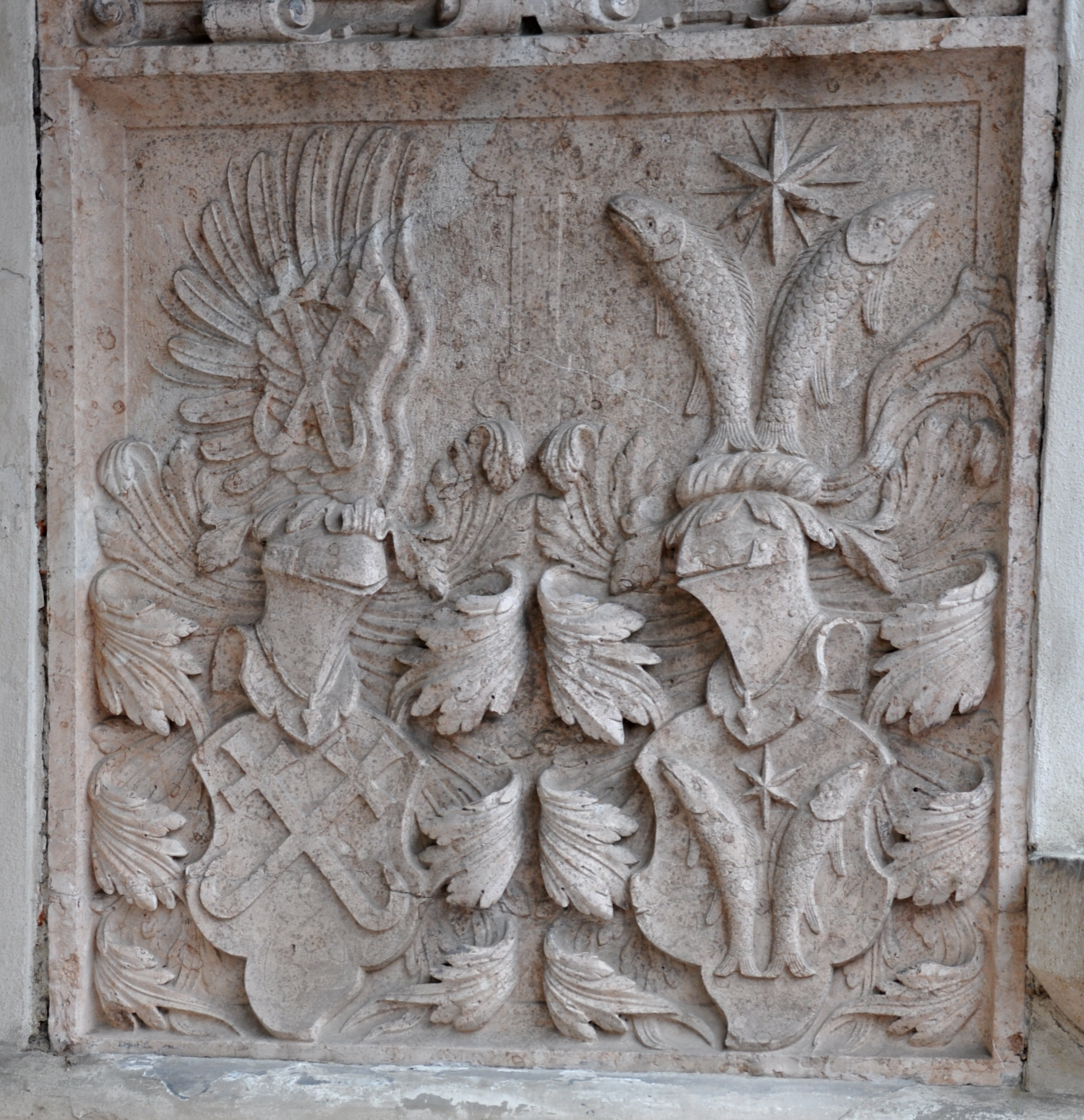
Epitaph (Detail mit Wappen) der Eheleute Regimentsrat Georg Ayrnschmalz und Anna Isinger (1597, Nordseite St. Martin in Landshut)

In der St. Martinskirche in Landshut, wohin später auch eine der Stiftungen Brigittas gingen, liegt der Regierungsrat Georg Ayrnschmaltz († 18. April 1597). Er war in fünfzig Jahren der Rat vierer aufeinanderfolgender bayerischer Fürsten. Seine Tochter Maria († 1605) war die zweite Gattin des 1581 von Kaiser Rudolf II. geadelten, herzoglich bayerischen Rentmeisters zu Landshut, Stephan Schleich, Herrns auf Haarbach, Tunzenberg, Achdorf und Vilssöhl.
Im Jahr 1569 war „Franz Ayrenschmalz“ Rentschreiber in Burghausen, Sigmund Ayrnschmalz im Jahr 1583 Sekretär in Landshut. Wilhelm Ayrnschmalz war im Jahr 1607 Pfleger auf Schloss Marquartstein, im Jahr 1617 ist er in Bad Tölz beurkundet.

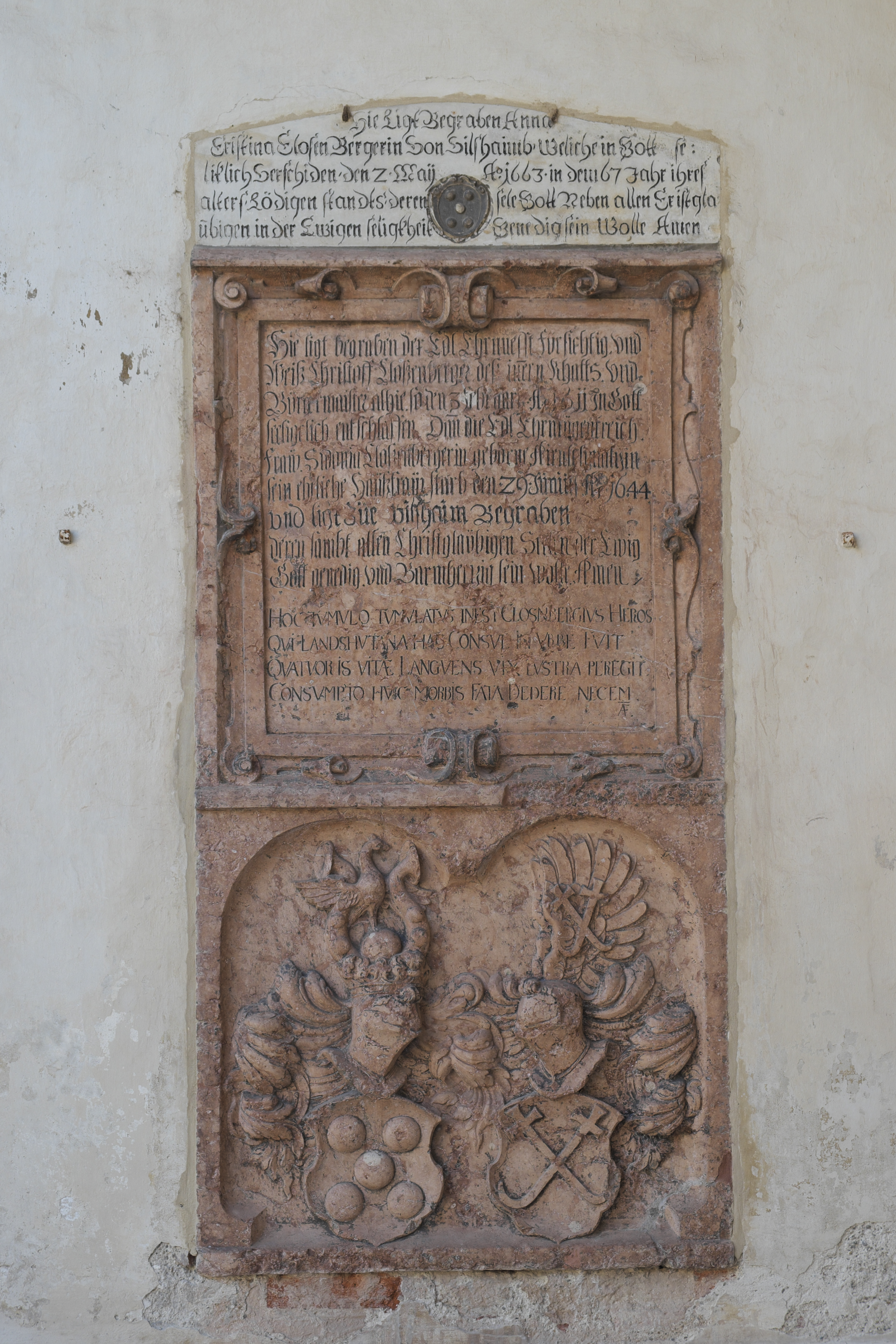
Epitaph für Christoph Closenberger und seine Frau Sidonia Ayrnschmalz beim rechten Seitenportal der Pfarrkirche St. Jodok (Landshut)

In Vilsheim, also der Umgebung Landshuts, liegt Sidonia Closenberger, geborene Ayrnschmalz von und zu Vilsheim († 1644; Tochter des obengenannten Regimentsrates Georg Ayrnschmaltz), begraben. Sie war die Witwe des Landshuter Bürgermeisters Christoph Closenberger, dessen Familie bis 1668 das Schloss Vilsheim besaß. Als Sidonia starb, gehörte die Hofmark Vilsheim der Witwe des Regimentsrates Wolf Friedrich Püsch, die ebenfalls eine geborene Ayrnschmaltz war. Georg Christoph Closenberger von und zu Vilshaimb war der Sohn Sidonias und des 1611 verstorbenen Christoph Closenberger, erhielt um 1620 den Adelsstand und als Erbe von Vilshaimb eine Wappenbesserung durch Vereinigung mit dem Wappen des Wolfgang Friedrich Pusch von und zu Vilshaimb: im Feld 1 und 4 den gestulpten Spitzhut mit Federbusch der Familie Pusch (Püsch), und im Feld 2 und 3 die fünf (2:1:2) Klöße der Closenberger.

## Wappen
Zwei abwärts geschrägte schwarze Steckkreuze, deren Spitzen je hochgebogen sind, in Gold. Auf dem Helm mit schwarz-goldenen Helmdecken das Schildbild (auf einem Flug).
Karl August Böhaimb bezeichnet das Siegel des Geschlechts Ayrnschmalz als Buttermarke: „zwei Kreuze über Quer gelegt“.